# 服部真里子
服部 真里子（はっとり まりこ、1987年7月31日 - ）は、歌人。神奈川県横浜市出身。早稲田大学第一文学部卒業。
高校時代は演劇活動を行い、北区つかこうへい劇団で戯曲を学んだ。2006年、早稲田大学の新入生勧誘で早稲田短歌会のチラシを受け取ったのがきっかけで同会に入会、作歌を始める。2009年、早稲田短歌会、京都大学短歌会出身者で集まった同人誌「町」に参加。2011年、解散。
2012年より未来短歌会所属、黒瀬珂瀾に師事。同年、「行け広野へと」30首で第55回短歌研究新人賞次席。
2013年に作品「湖と引力」30首で第24回歌壇賞受賞。同年、作品「いつの日か君がなくしてしまうライター」20首で未来賞を受賞。
2014年、第1歌集『行け広野へと』を刊行。翌2015年、同歌集で第21回日本歌人クラブ新人賞、第59回現代歌人協会賞を受賞。

## 著書
- 行け広野（こうや）へと 歌集 本阿弥書店 2014.9 ISBN 4776811138　栞文：伊藤一彦、栗木京子、黒瀬珂瀾　装幀：名久井直子
- 歌集 遠くの敵や硝子を 書肆侃侃房 2018.10 ISBN 9784863853379 装幀：間村俊一

## ラジオ
- 志の輔ラジオ 落語DEデート （文化放送、2016年2月7日[4]）

## テレビ
- あさイチ（NHK総合、2015年12月22日）